# Marie Forså
Marie Forså, de son nom complet Inga Marie Forså, née le 13 décembre 1956 à Farsta est un mannequin de charme et une actrice suédoise de films érotiques active pendant les années 1970.

## Biographie
Marie Forså tient ses rôles les plus importants dans des films pornographiques tournés entre 1973 et 1977. Elle tourne trois fois pour Joseph W. Sarno qui lui donne son premier grand rôle dans Le Château des messes noires puis la dirige dans le film saphique Bibi la dévoreuse. Dans Contes immoraux de Walerian Borowczyk, elle est une des victimes de la comtesse Báthory. C'est surtout le suédois Mac Ahlberg qui en fait la vedette principale de quatre de ses films (aux côtés notamment d'Anne Bie Warburg). Elle y est créditée sous le nom de Marie Lynn ou Maria Lynn. Certains de ces films comportent des scènes hardcore. Si Marie Forså est doublée pour les gros plans additionnels, il est néanmoins évident que l'actrice a de véritables relations sexuelles dans quelques scènes,, notamment dans Butterflies, sa troisième et dernière collaboration avec Sarno.
Elle pose pour divers magazines de charme apparaissant aussi quelquefois dans des mises en scène hardcore.
Reconnue en Europe comme aux États-Unis, elle fait quelques petites apparitions dans des films plus classiques avant de quitter les plateaux en 1979.

## Filmographie
- 1972 : 47:an Löken blåser på![5] de Ragnar Frisk : La fille du sauna (non créditée)
- 1973 : Le Château des messes noires, (Der Fluch der schwarzen Schwestern, littéralement Les Vierges des messes noires[5],[6]) de Joseph W. Sarno : Helga
- 1974 : Bibi la dévoreuse (Vild på sex)[5] de Joseph W. Sarno : Bibi
- 1974 : Contes immoraux[5] de Walerian Borowczyk : une victime blonde (non créditée)
- 1974 : Flossie[5] (ou Les Expériences sexuelles de Flossie[6] de Mac Ahlberg : Flossie (comme Maria Lynn)
- 1975 : Justine et Juliette[5] de Mac Ahlberg : Justine Karlsson  (comme Marie Lynn)
- 1975 : Butterflies[5] de Joseph W. Sarno : Denise
- 1976 : Den k--- familjen[5] de Heinz Arland : (voix seulement)
- 1976 : Bel-Ami, l'Emprise des caresses[5] de Mac Ahlberg : Suzanne Walter (comme Maria Lynn)
- 1977 : Molly[5] (ou Molly, l'ingénue perverse[6]) de Mac Ahlberg : Molly (comme Marie Lynn)
- 1978 : Chez nous[6] de Jan Halldoff : Lajla, la fille de l'aquarium (non créditée)
- 1979 : Jag är med barn[5] de Lasse Hallström : La fille dans la baignoire (non créditée)

## Photographie
- Knave (Royaume-Uni) Mars 1975
- Deutsches King (Allemagne) 1974, Iss. 11, p.24-29, Maj Britt par T.W. Fenjous
- Continental Film Review (États-Unis), Mars 1975 (couverture)
- Continental Film Review (Royaume-Uni), Juillet 1975 (couverture)
- Cinema X (Royaume-Uni) 1975, n°7 (couverture)
- Continental Film Review (États-Unis), Septembre 1975 (couverture)
- Playboy (États-Unis) Novembre 1975, p.152 par Arthur Knight Sex In Cinema - 1975
- Playboy(États-Unis) Décembre 1975, p.186 par Arthur Knight Sex Stars Of 1975
- Playboy (États-Unis) Novembre 1976, p.136 par Arthur Knight Sex In Cinema - 1976
- Magasin Defekt (Suède) 1996, n°2 p.40-41, Lilla söta Marie par Stefan Nylen
- B Cult (Italie) Février 2007, p.3-39, Scandinavian Velvet par Antonio La Torre and Vanni Maresco (couverture)